# Pseudostegana nitidifrons
Pseudostegana nitidifrons är en tvåvingeart som beskrevs av Chen och Wang 2005. Pseudostegana nitidifrons ingår i släktet Pseudostegana och familjen daggflugor. Inga underarter finns listade i Catalogue of Life.